# Ines Rau
Ines-Loan Rau (Nancy, 18 marzo 1990) è una modella francese.
È stata Playmate della rivista Playboy del mese di novembre 2017, e la prima Playmate transgender della famosa rivista statunitense.

## Biografia
Di origini nordafricane, Rau è nata a Nancy e cresciuta a Parigi. All'età di 16 anni ha scelto di sottoporsi ad un intervento chirurgico di cambio di sesso, ispirata dalla storia della vita della modella inglese trans Caroline "Tula" Cossey. In seguito, ha vissuto come donna ma non ha condiviso la sua identità di genere fino all'età di 24 anni.
Nel 2013, all'età di 23 anni, posò per la prima volta nuda con Tyson Beckford per OOB, una rivista di lusso francese, poco dopo aver fatto coming out come transgender.
Rau ha lavorato come modella per Nicole Miller, Alexis Bittar e Barneys New York. Appare anche in Vogue Italia e in una campagna per Balmain.
Secondo il gossip sostenuto da alcuni media francesi, sarebbe la presunta fidanzata del calciatore Kylian Mbappé.